# Rebollar (Cáceres)
Rebollar este un oraș din Spania, situat în provincia Cáceres din comunitatea autonomă Extremadura. Are o populație de 227 de locuitori (2007).